# Stromfadentheorie
Die Stromfadentheorie ist ein Gebiet der Strömungslehre. Sie beschäftigt sich mit der Strömung entlang eines Stromfadens, der eine Modellvorstellung ist und den man sich als eine von Stromlinien gebildete, dünne Stromröhre mit variabler Querschnittsfläche vorstellen muss. Die Strömung längs des Strömungfadens wird als ein eindimensionaler Vorgang behandelt. Die Zustandsgrößen Geschwindigkeit, Druck, Dichte und Temperatur ändern sich nicht über den Querschnitt des Stromfadens, sondern nur in Strömungsrichtung.
In der Stromfadentheorie werden kompressible und inkompressible Fluide betrachtet.
Ein Anwendungsbeispiel ist die Strömung durch eine Düse. In einer Düse erfährt durch die Querschnittsänderung des Strömungskanals auch jeder beliebige Stromfaden eine entsprechende Querschnittsänderung, was zu einer Änderung der Geschwindigkeit und folglich auch des Druckes führt. Die mathematische Beschreibung dieser Änderungen ist ein Gegenstand der Stromfadentheorie.
Bei den Betrachtungen der Stromfadentheorie wird u. a. eine eindimensionale Form der Kontinuitätsgleichung verwendet, die dem Massenerhaltungssatz Rechnung trägt. Daneben spielt für inkompressible Fluide die Bernoulli-Gleichung eine Rolle, die sich aus dem Impulserhaltungssatz herleitet. Für kompressible Fluide entspringen die eindimensionalen Beziehungen der Gasdynamik ebenfalls der Stromfadentheorie.
Bei der Anwendung von Zusammenhängen aus der Stromfadentheorie ist zu prüfen, ob die vorgenommenen Idealisierungen die Vorgänge zutreffend beschreiben, z. B. ob die Änderungen der Zustandsgrößen in Querrichtung tatsächlich sehr viel kleiner sind als in Strömungsrichtung.